# Wojtek
Wojtek eller Voytek (født ca. 1942 i Iran, død 1963 i Edinburgh) var en syrisk brun bjørn, der gjorde tjeneste i den polske hær under 2. verdenskrig.
Da det 22. artilleriforsyningskompagni i det 2. polske korps lå i Hamadan i Iran i 1942, tog soldaterne i kompagniet bjørnen Wojtek til sig som en slags maskot.
For at soldaterne kunne skaffe mad til deres maskot, blev Wojtek indrulleret i hæren som menig og optrådte på hærens lønningsliste. Senere blev Wojtek forfremmet til korporal.
Wojtek fulgte med kompagniet, da det under krigen rykkede videre til Irak, Egypten og Italien. Under slaget om Monte Cassino gjorde bjørnen sig bemærket ved at hjælpe med at bære artillerigranater og andre tunge genstande.
Efter 2. verdenskrig kom Wojtek til Edinburgh Zoo, hvor han døde i 1963.
En skotsk fond har samlet penge ind til at opstille to statuer af Wojtek.